# Hanazono

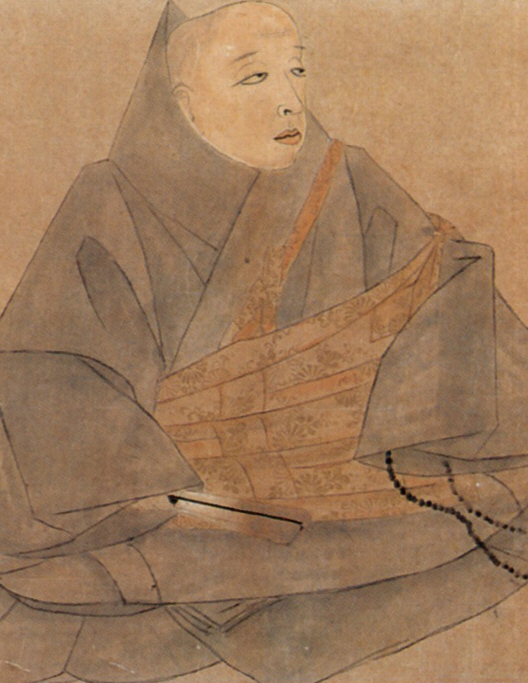
Kaiser Hanazono

Kaiser Hanazono (jap. 花園天皇 Hanazono-tennō; * 14. August 1297; † 2. Dezember 1348) war der 95. Tennō von Japan (28. Dezember 1308–29. März 1318) und der letzte aus der Kamakura-Zeit. Sein Eigenname war Tomihito (富仁).
Eine seiner Frauen war die als Ichijō no tsubone genannte jüngere Schwester der Senkōmon-in Saneko. Zunächst war sie Hofdame und Gespielin des Go-Fushimi (r. 1298–1301). Danach diente sie Hanazono (r. 1308–18), mit dem sie den Prinzen Kakuyo-hōshinnō (覚誉法親王) hatte.
Hanazono bestieg den japanischen Thron nach dem Tode seines Vorgängers Go-Nijō. Der Kaiserhof in Kyōto war auf eine rein zeremonielle Funktion reduziert. Die Familie Minamoto vererbte seit dem Jahr 1192 den Titel Seii Taishōgun (kurz Shōgun) in ihren Reihen und regierte Japan vom Bakufu in Kamakura aus. Im Jahre 1318 folgte ihm Go-Daigo in der Herrschaft, der erste Kaiser der Muromachi-Zeit. Hanazono lebte danach noch dreißig Jahre, ehe er 1348 starb.